# إنجيل بنه (مقاطعة فومن)
إنجيل بنه (بالفارسية: انجیل بنه) هي قرية تقع في غيلان في إيران. يقدر عدد سكانها بـ 0 نسمة بحسب إحصاء 2016.